# 周良材
周良材，字叔培，號三缄，雲南永昌衛軍籍直隸鎮江府丹徒縣人，明朝政治人物。

## 生平
万历三十四年（1606年）丙午科雲南鄉試第十四名舉人，四十四年（1616年）丙辰科三甲二百四十三名进士，禮部觀政，四十六年授任丘縣知縣，四十七年調邢台知縣，天啓三年補文安知縣，五年升禮部主事，六年調吏部验封司主事，調考功司、文选司，七年升本司员外郎，升稽勋司郎中，調验封司，养病。崇禎元年正月，禮科給事中仇維禎疏糺給假驗封司郎中周良才狐媚其心，狼貪其行，借奸党為奧援，而遂其貪饕之私。乞并加罷斥，旨下所司議奏。

## 家族
曾祖周鳳。祖父周科。父周民䛒，庠生。